# 加賀の女
「加賀の女」（かがのひと）は、北島三郎のシングル。1969年7月1日に日本クラウンから発売された。

## 概要
- 函館の女（1965年）、尾道の女（1966年）、博多の女（1967年）、薩摩の女（1968年）に続く通称「女（ひと）シリーズ」[2] [3] [4]と呼ばれるうちの一曲である。

- 題名に「加賀」の名を冠しているが、曲中に歌われるのは主に金沢の風物である。

- 日本クラウン調べでは累計80万枚以上を売り上げ[5]、第20回NHK紅白歌合戦でも歌唱された。

- 2004年にリリースされた「【函館の女】～女シリーズ～その女をたずねて」[6]、2007年にリリースされた「その女をたずねて〜函館から沖縄まで〜」[7]にも収録されている。

## 収録曲
両曲共／作詞：星野哲郎、作曲・編曲：島津伸男
1. 加賀の女
2. 加賀かっちり

## 歌詞の中で歌われている、金沢にまつわる風物・地名
- 香林坊
- 天神橋（浅野川にかかる、卯辰山のふもとの橋）
- 加賀宝生（江戸時代に起源をもち、加賀藩主・前田綱紀が広めたとされる能の一派）